# Hidde ter Avest
Hidde ter Avest (Wierden, 20 de maio de 1997) é um futebolista profissional neerlandês que atua como lateral direito. Atualmente joga no Oxford United.

## Carreira

### FC Twente
Hidde ter Avest começou a carreira no FC Twente, em 2014. No clube atuou até 2018.

### Udinese
Hidde ter Avest se transferiu para a Udinese, em 2018.